# Jacobaea incana
Il senecione biancheggiante (nome scientifico Jacobaea incana (L.) Veldkamp, 2006) è una specie di pianta angiosperma dicotiledone della famiglia delle Asteraceae (sottofamiglia Asteroideae).

## Etimologia
Il nome generico (Jacobaea) potrebbe derivare da due fonti possibili: (1) da San Giacomo (o Jacobus); oppure (2) in riferimento all'isola di Santiago (Capo Verde). L'epiteto specifico (incana = canuto o grigiastro) fa invece riferimento alle foglie bianco-tomentose.

Il binomio scientifico attualmente accettato (Jacobaea incana) è stato proposto inizialmente da Carl von Linné e perfezionato in seguito dal botanico Jan Frederik Veldkamp  (1941 -) nella pubblicazione ”Compositae Newslett. 44: 7.2006” del 2006.

## Descrizione

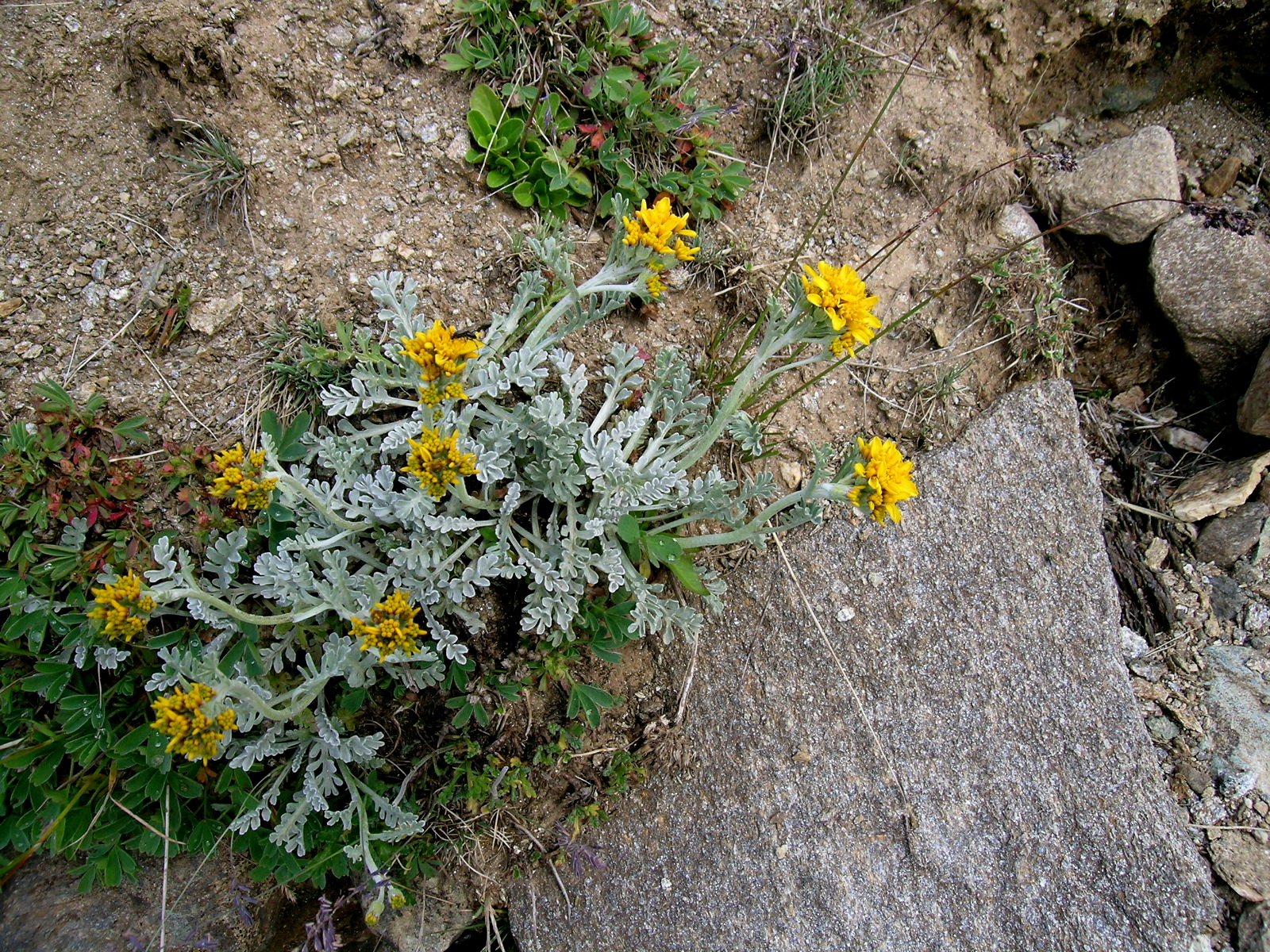
Il portamento

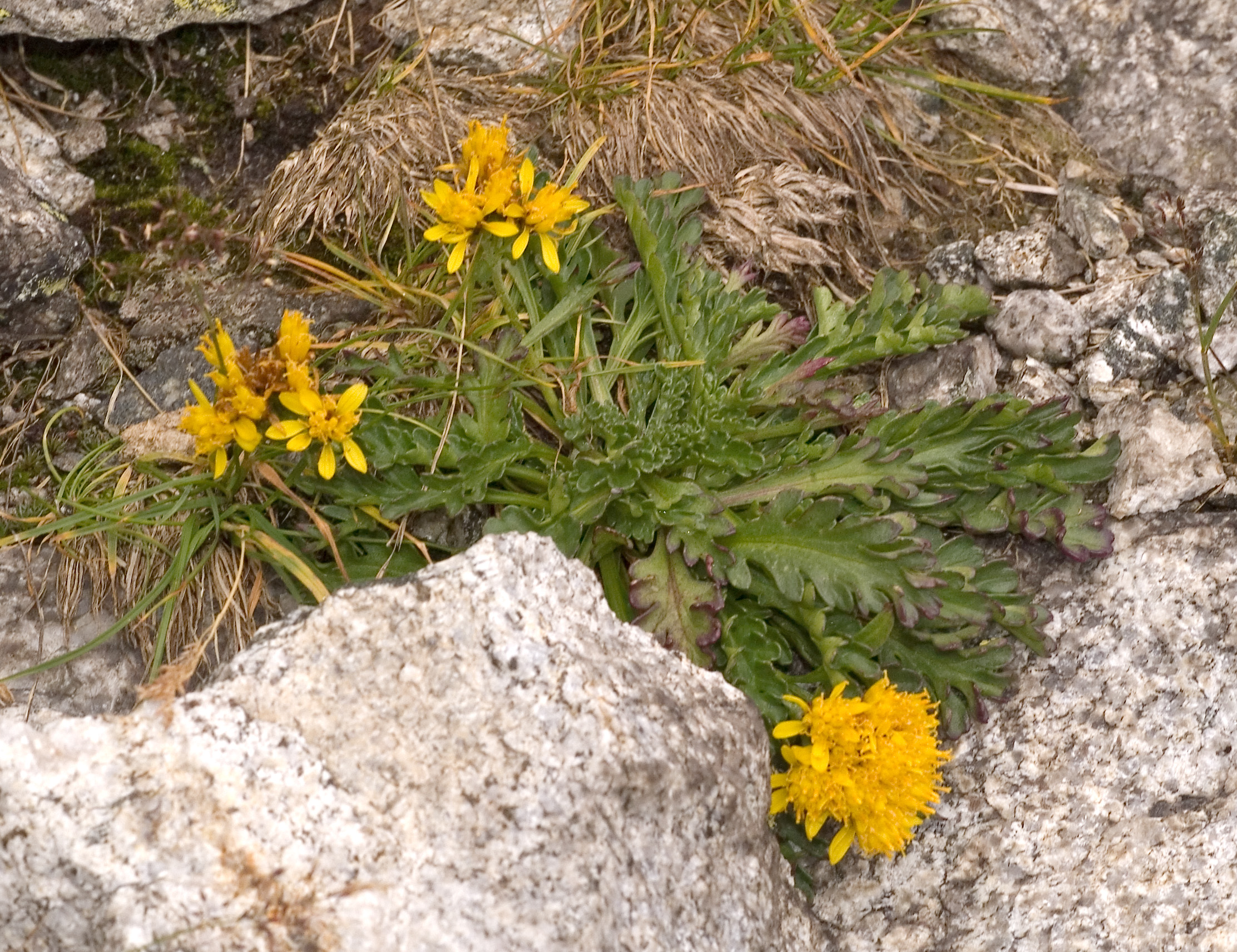
Le foglie

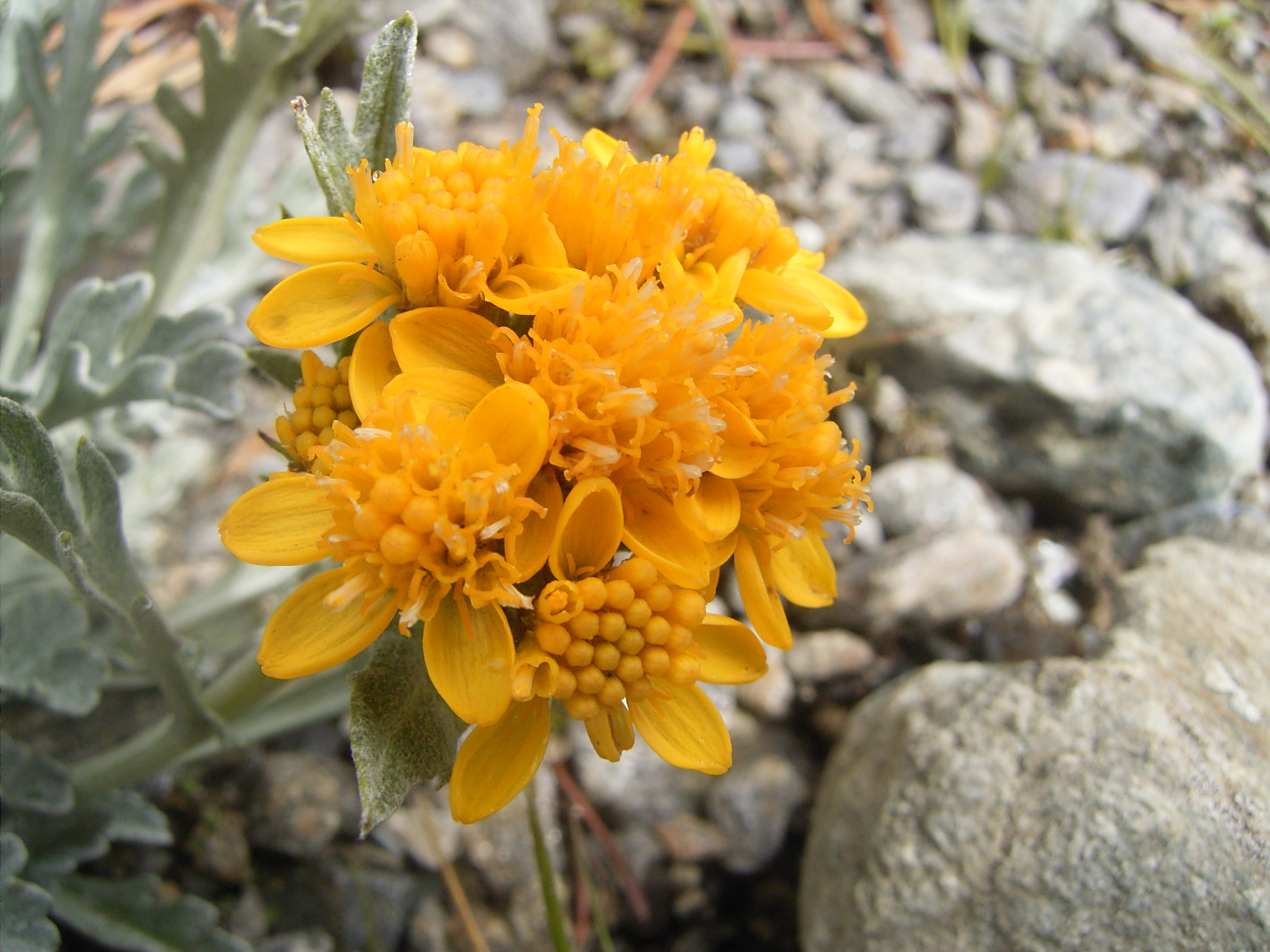
Infiorescenza

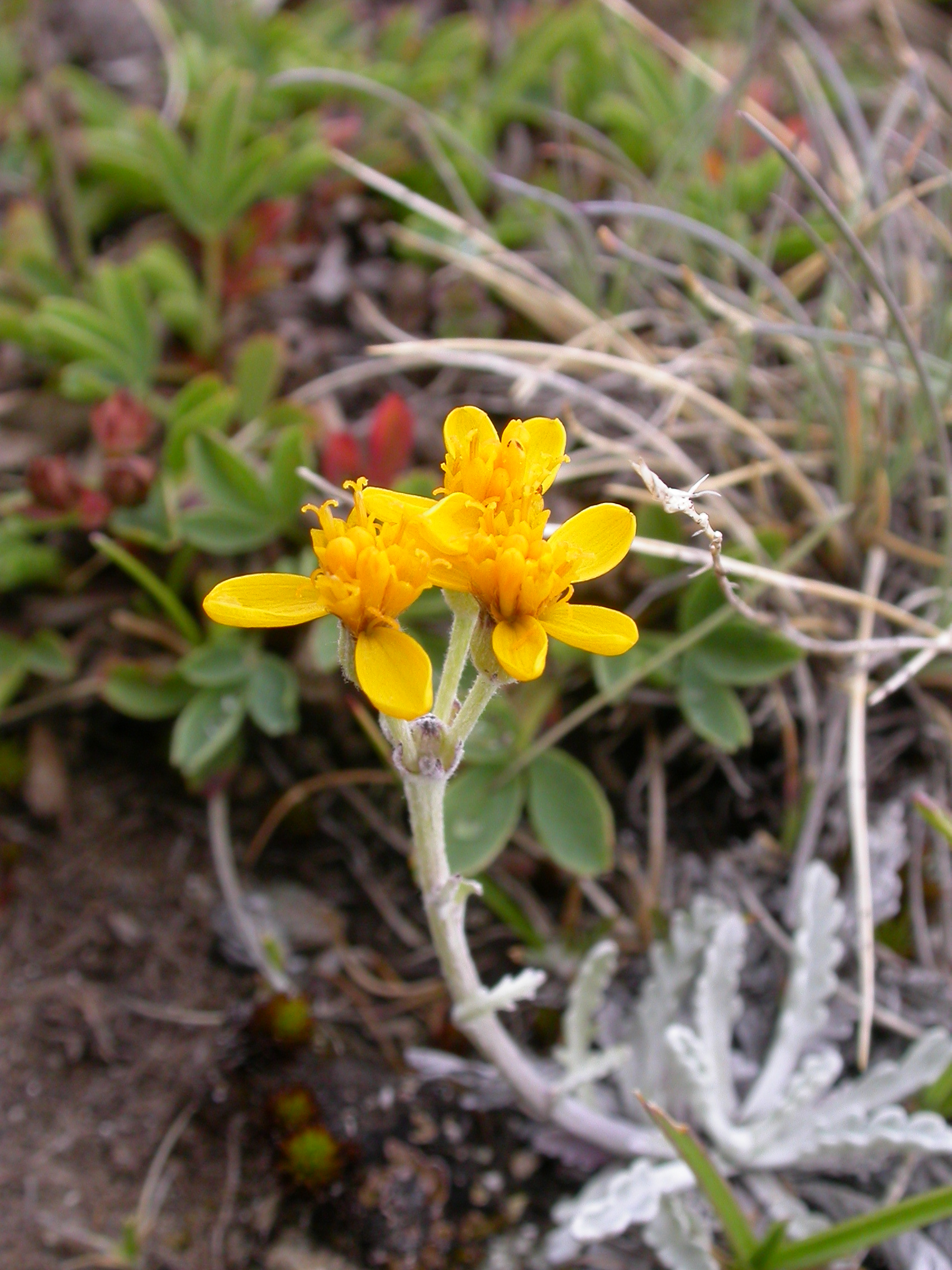
I fiori

Habitus. L'altezza di queste piante varia da 4 a 6 cm (massimo 12 cm). La forma biologica è emicriptofita scaposa (H scap), ossia sono piante perenni, con gemme svernanti al livello del suolo e protette dalla lettiera o dalla neve, dotate di un asse fiorale eretto e spesso privo di foglie. Queste piante possiedono al loro interno delle sostanze chimiche quali i lattoni sesquiterpenici e alcaloidi pirrolizidinici Tutta la pianta è inoltre bianco-tomentosa a indumento sottile a peli crespi lunghi 0,5  - 1,2 mm.
Radici. Le radici sono secondarie da rizoma.
Fusto. 
- Parte ipogea: la parte sotterranea consiste in un breve rizoma legnoso.
- Parte epigea: la parte aerea del fusto è ascendente; la superficie si presenta da grigiastro-pelosa a quasi glabra. I fusti sono ramosi in alto.

Foglie. Le foglie sono pennato-lobate più lunghe che larghe con nervature pure pennate. La superficie delle foglie è bianco-tomentosa. Quella basali sono spatolate e variamente incise. Quelle cauline sono più strette: lineari-spatolate con 2 – 3 denti acuti per lato. In genere i segmenti sono sottili e ben spaziati. Dimensione delle foglie basali: larghezza 1 cm; lunghezza 4 cm.
Infiorescenza.  La sinflorescenza è formata da diversi capolini (fino a 10 e più) in formazione di densi corimbi che normalmente sovrastano l'apparato fogliare. La struttura dei capolini (l'infiorescenza vera e propria) è quella tipica delle Asteraceae: un peduncolo sorregge un involucro campanulato composto da più brattee pelose disposte su un unico rango e tutte uguali fra loro, che fanno da protezione al ricettacolo più o meno piano e nudo (senza pagliette) sul quale s'inseriscono due tipi di fiori: quelli esterni ligulati e quelli interni tubulosi. Diametro dei capolini: 10 – 15 mm.
Fiori.  I fiori (da 3 a 8) sono tetra-ciclici (formati cioè da 4 verticilli: calice – corolla – androceo – gineceo) e pentameri (calice e corolla formati da 5 elementi). Sono inoltre ermafroditi, più precisamente i fiori del raggio (quelli ligulati e zigomorfi) sono femminili; mentre quelli del disco centrale (tubulosi e actinomorfi) sono bisessuali o a volte funzionalmente maschili.
- Formula fiorale:

*/x K {\displaystyle \infty }, [C (5), A (5)], G 2 (infero), achenio
- Calice: i sepali del calice sono ridotti ad una coroncina di squame.
- Corolla: nella parte inferiore i petali della corolla sono saldati insieme e formano un tubo. In particolare le corolle dei fiori del disco centrale (tubulosi) terminano con delle fauci dilatate a raggiera con cinque lobi. I lobi possono avere una forma da deltoide a triangolare-ovata. Nella corolla dei fiori periferici (ligulati) il tubo si trasforma in un prolungamento da nastriforme o ligulato a filiforme o allargato, terminante più o meno con cinque dentelli. Il colore delle corolle è giallo all'esterno e giallo-aranciato nella zona centrale. Dimensione delle ligule: larghezza 3 – 5 mm; lunghezza 5 – 9 mm. Dimensione dei fiori tubulosi: larghezza 3 mm: lunghezza 9 mm.
- Androceo: gli stami sono 5 con dei filamenti liberi. La parte basale del collare dei filamenti può essere dilatata. Le antere invece sono saldate fra di loro e formano un manicotto che circonda lo stilo. Le antere sono senza coda ("ecaudate"); a volte sono presenti delle appendici apicali che possono avere varie forme (principalmente lanceolate). La struttura delle antere è di tipo tetrasporangiato, raramente sono bisporangiate. Il tessuto endoteciale è radiale o polarizzato. Il polline è tricolporato (tipo "helianthoid").[15]
- Gineceo: lo stilo è biforcato con due stigmi nella parte apicale. Gli stigmi sono sub-cilindrici, troncati e con un ciuffo di peli alla sommità.  Le superfici stigmatiche (i recettori del polline) sono separate.[6]  L'ovario è infero uniloculare formato da 2 carpelli.
- Antesi: da giugno a luglio.

Frutti. I frutti sono degli acheni con pappo. La forma degli acheni è ellittico-oblunga oppure strettamente oblunga; la superficie è percorsa da diverse coste longitudinali e può essere pubescente (gli acheni sono pelosi nella parte alta). Possono essere presenti delle ali o degli ispessimenti marginali. Non sempre il carpoforo è distinguibile. Il pappo (persistente o caduco) è formato da numerose setole snelle, bianche disposte in serie multiple.

## Biologia
Impollinazione: l'impollinazione avviene tramite insetti (impollinazione entomogama tramite farfalle diurne e notturne).
Riproduzione: la fecondazione avviene fondamentalmente tramite l'impollinazione dei fiori (vedi sopra).
Dispersione: i semi (gli acheni) cadendo a terra sono successivamente dispersi soprattutto da insetti tipo formiche (disseminazione mirmecoria). In questo tipo di piante avviene anche un altro tipo di dispersione: zoocoria. Infatti gli uncini delle brattee dell'involucro (se presenti) si agganciano ai peli degli animali di passaggio disperdendo così anche su lunghe distanze i semi della pianta. Inoltre per merito del pappo il vento può trasportare i semi anche a distanza di alcuni chilometri (disseminazione anemocora).

## Distribuzione e habitat

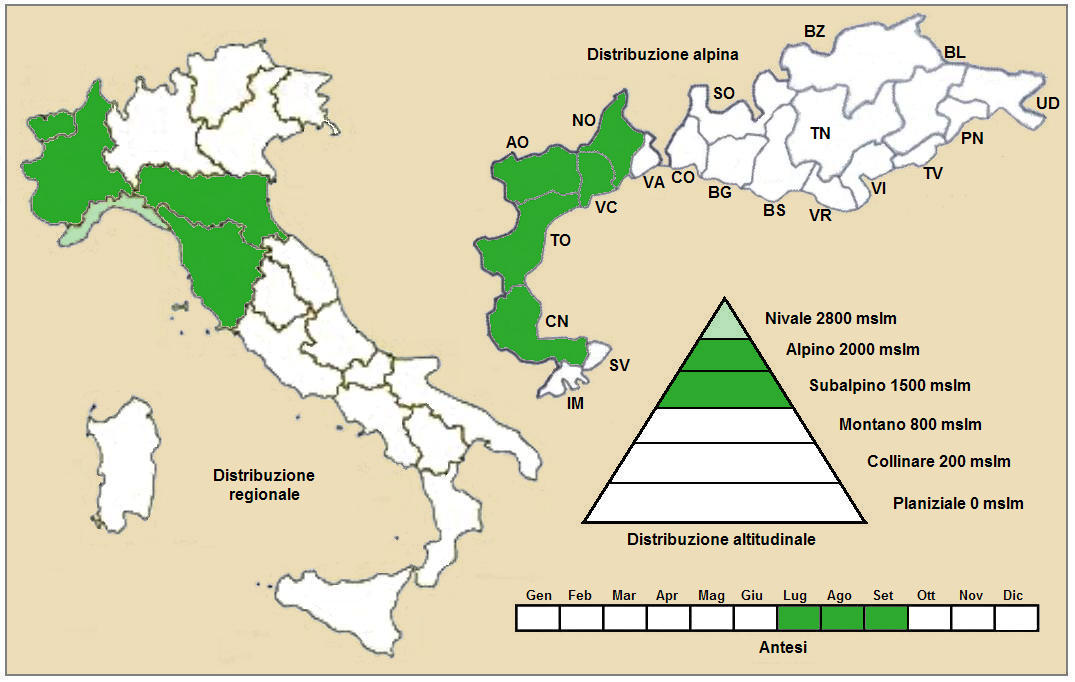
Distribuzione regionale – Distribuzione alpina

Geoelemento: il tipo corologico (area di origine) è  Endemico Ovest–Alpico / Appenninico.
Distribuzione: è una pianta rara e si trova sia nelle Alpi che in una stazione nell'Appennino settentrionale (è presente anche nei Carpazi). Oltreconfine (sempre nelle Alpi) è presente in Francia (dipartimenti di Alpes-de-Haute-Provence, Hautes-Alpes, Alpes-Maritimes, Isère, Savoia e Alta Savoia) e in Svizzera (cantoni Berna, Vallese e Ticino).
Habitat: l'habitat tipico di queste piante sono le rupi, ripari sotto roccia, ghiaioni, pietraie, zone ruderali, prati, praterie rase, pascoli magri e popolamenti a lavanda. Il substrato preferito è siliceo con pH acido, bassi valori nutrizionali del terreno che deve essere secco.
Distribuzione altitudinale: sui rilievi alpini queste piante si possono trovare da 1.800 fino a 2.600 m s.l.m. (sul Furggen sono stati trovati degli esemplari vicini alla vetta - 3492 m s.l.m.); frequentano quindi i seguenti piani vegetazionali: subalpino e alpino e in parte nivale.

### Fitosociologia

#### Areale alpino
Dal punto di vista fitosociologico alpino Jacobaea incana appartiene alla seguente comunità vegetale:
Formazione : delle comunità delle praterie rase dei piani subalpino e alpino con dominanza di emicriptofite
Classe: Juncetea trifidi
Ordine: Caricetalia curvulae
Alleanza: Caricion curvulae

#### Areale italiano
Per l'areale completo italiano Jacobaea incana appartiene alla seguente comunità vegetale:
Macrotipologia:  vegetazione sopraforestale criofila e dei suoli crioturbati
Classe: Caricetea curvulae Rivas-Martínez, Diaz, Ferná ndez- González, Izco, Loidi, Lousa & Penas, 2002
Ordine: Caricetalia curvulae Br.-Bl. in Br.-Bl. & Jenny, 1926
Alleanza: Caricion curvulae Br.-Bl. in Br.-Bl. & Jenny, 1926
Descrizione: l'alleanza Caricion curvulae è relativa alle praterie acidofile con esposizioni meridionali e con significativa presenza di detriti distribuite dalle Alpi e Appennini settentrionali sino ai Carpazi. Queste comunità non evolvono a causa delle restrittive condizioni climatiche che si presentano sulle creste delle alte montagne al di sopra del limite della vegetazione arborea. Il livello di conservazione di queste comunità è complessivamente buono visti i particolari ambienti in cui si sviluppano, difficilmente colonizzabili da altre formazioni.
Specie presenti nell'associazione:  Carex curvula, Juncus trifidus, Oreochloa disticha, Hieracium alpinum, Hieracium glanduliferum, Festuca halleri, Festuca robustifolia, Scorzoneroides helveticus, Primula daonensis, Primula hirsuta, Saponaria pumila, Loiseleuria procumbens, Trifolium alpinum, Carex brunnescens, Festuca pseudodura, Festuca ovina, Minuartia recurva, Oreochloa disticha, Pedicularis kerneri, Phyteuma globulariifolium, Jacobaea incanus.

## Tassonomia
La famiglia di appartenenza di questa voce (Asteraceae o Compositae, nomen conservandum) probabilmente originaria del Sudamerica, è la più numerosa del mondo vegetale, comprende oltre 23.000 specie distribuite su 1.535 generi, oppure 22.750 specie e 1.530 generi secondo altre fonti (una delle checklist più aggiornata elenca fino a 1.679 generi). La famiglia attualmente (2021) è divisa in 16 sottofamiglie; la sottofamiglia Asteroideae è una di queste e rappresenta l'evoluzione più recente di tutta la famiglia.

### Filogenesi
Il genere di questa voce appartiene alla sottotribù Senecioninae della tribù Senecioneae (una delle 21 tribù della sottofamiglia Asteroideae). La struttura della sottotribù è molto complessa e articolata (è la più numerosa della tribù con oltre 1.200 specie distribuite su un centinaio di generi) e al suo interno sono raccolti molti sottogruppi caratteristici le cui analisi sono ancora da completare. Il genere di questa voce, insieme al genere Bethencourtia, forma un "gruppo fratello" e si trova, da un punto di vista filogenetico, in una posizione abbastanza centrale della sottotribù.
I caratteri distintivi per le specie del genere  Jacobaea sono:
- caratteristico è il rivestimento con peli sottili, sinuosi formanti un feltro compatto;
- alcune brattee dell'involucro inferiore (chiamato anche calice dell'involucro) solo più lunghe di quelle interne.

La specie di questa voce (J. incana) secondo alcuni studi fatti all'inizio di questo nuovo millennio fu assegnata alla sezione Jacobaea (Mill.) Dumort. del genere Senecio; in seguito fu trasferita definitivamente al genere Jacobaea. In particolare le analisi di tipo filogenetico mostrano che il sotto-clade formato dalle specie J. incana insieme ad altre specie come J. adonidifolia, J. abrotanifolia e J. minuta è il più basale nel gruppo Jacobaea
All'interno del genere Jacobaea la specie di questa voce è a capo del "Complesso Jacobeae incana" composto dalle seguenti specie:
- Jacobaea incana (L.) Veldkamp
- Jacobaea insubrica (Chenevard) Galasso & Bartolucci
- Jacobaea carniolica (Willd.) Schrank
- Jacobaea disjuncta (Flatscher, Schneew. & Schönsw.) Galasso & Bartolucci

Caratteristiche principali del gruppo: il portamento è erbaceo bianco-tomentoso, i rizomi sono legnosi, i fusti sono obliqui o ascendenti con ramosità verso l'alto, le foglie basali sono lungamente picciolate con contorni lobati o pennati, le cauline sono divise in segmenti lineari, i capolini sono pochi o molti con fiori gialli o aranciati, i fiori ligulati per capolino sono da 3 a 8 e gli acheni sono lunghi 2 mm. Questo gruppo è molto polimorfo con una ampia distribuzione (dalla Sierra Nevada ai Carpazi); è un componente tipico dei pascoli alpini d'altitudine in ambienti freddi e umidi.
La specie  J. incana è individuata dai seguenti caratteri specifici:
- i fusti sono alti da 4 a 6 cm;
- le foglie sono più o meno divise in segmenti da ovato-ellittici fino a subrotondi;
- le brattee dell'involucro sono erette dopo la caduta degli acheni;
- gli acheni sono pelosi in alto.

Il numero cromosomico della specie è 2n = 40.

### Specie simili
I “senecioni” (almeno quelli della flora spontanea italiana) non sono molto dissimili uno dall'altro. Il Senecione biancheggiante si distingue in quanto il colore delle foglie è molto caratteristico: bianco-grigiastro. Ma anche altri “senecioni” hanno le foglie di questo tipo; qui ne descriviamo alcuni che vivono nelle Alpi:
- Jacobaea gibbosa: è molto più alto (da 30 a 60 cm);
- Jacobaea persoonii: è più robusto con capolini meno numerosi (si trova solo in Piemonte ed è raro);
- Jacobaea uniflora: la lamina delle foglie è lineare.